# Feldhoffer János
Feldhoffer János (Budapest, 1957. március 23. – Pilisvörösvár, 2023. augusztus 3.) fúvószenész, zenekarvezető

## Életútja
Régi pilisvörösvári sváb család sarjaként született. Általános iskolai tanulmányait Pilisvörösváron végezte, majd szerszámkészítő szakmát szerzett Budapesten, a Váci úti Katona József Szakmunkás és Szakközépiskolában. Évtizedeken át Pilisvörösváron dolgozott. 2022-ben 24 év szolgálat után Pilisvörösvár Város Önkormányzata Polgármesteri Hivatala munkatársaként vonult nyugdíjba.
A zene már gyermekkorától érdekelte. A szomszédságukban lakó családban szinte mindenki játszott valamilyen hangszeren, s neki is nagyon megtetszett a zenélés. Szüleit addig-addig kérlelte, míg beíratták a zeneiskolába. Két év után választhatott hangszert, s választása a trombitára esett. Hetente kétszer járt zeneórára, trombitatanára kezdettől fogva Németh János volt, aki nagy türelemmel, odaadással tanította őt. Ezzel párhuzamosan a Peregi-zenekar vezetőjéhez, Peregi Istvánhoz is járt, aki a sramlizene rejtelmeibe vezette be.
1971-ben tagja lett a Mauterer-zenekar utódjának, a Vörösvári József által vezetett fúvószenekarnak. 21 éves korában két évre a Zalaegerszegi Helyőrségi Katonazenekarba került sorkatonaként, ahol első szárnykürtösként szolgált. Az itt eltöltött idő meghatározó volt a zenei pályáján. 1982-ben átvette a fúvószenekar vezetését, s két év múlva megalapította a Pilischer Sramli zenekart, melyben 25 éven át aktívan játszott.
1989-ben a Gerstettenből hazalátogató Eduard Gillitzer, az ottani fúvószenekar támogatója segítségével megalakult a Fúvószenei Egyesület, amely ettől kezdve jelentős támogatást adott a zenekarnak. A két fúvószenekar azóta is kitűnő kapcsolatot ápol.
Feldhoffer János vezetésével a Pilisvörösvári Német Nemzetiségi Fúvószenekar számos díjat elnyert, melyek közül a teljesség igénye nélkül megemlítünk néhányat: a Landesrat (Magyarországi Német Ének-, Zene- és Tánckarok Országos Tanácsa) több ízben is kiemelt arany minősítéssel ismerte el tevékenységüket, 2005-ben „Pilisvörösvárért” Emlékérmet, 2013-ban a „Für das Ungarndeutschtum der Region Nord” díjat kaptak, 2018-ban pedig magas fokú állami kitüntetésben a „Pro Cultura Minoritatum Hungariae” Díjban részesültek. 
Feldhoffer János több mint ötven éven át szolgálta zenéjével Pilisvörösvár közösségét, kiemelkedő szerepet töltött be az egyházközség és a város zenei életében. Szinte elképzelhetetlen volt nélküle az úrnapi körmenet, a bérmálás, az Erdei kápolna pünkösdi búcsúja, a farsangtemetés, a Hősök Napja, a májusfaállítás, a szüreti felvonulás, a Schwabenfest és a Hallo Werischwar fúvóstalálkozó. Nemzeti ünnepeinken szintén az ő vezetésével játszotta a Fúvószenekar a Himnuszt, a Szózatot, az alkalmi indulókat. Több cikluson át aktív képviselője volt Pilisvörösvár Német Nemzetiségi Önkormányzatának. 
Pilisvörösvár Város Önkormányzatának Képviselő-testülete Feldhoffer János fúvószenész, zenekarvezető részére több mint öt évtizedes magas színvonalú fúvószenészi és zenekarszervezői tevékenysége, a német nemzetiségi fúvószenekari hagyományok és az egyházi fúvószenei hagyományok ápolása, a testvérvárosi kapcsolatok kialakítása és ápolása terén kifejtett kiemelkedő munkája, valamint a helyi német nemzetiségi önkormányzatban végzett közéleti tevékenysége elismeréseként 2023. június 23-án egyhangúlag a Pilisvörösvár Város Díszpolgára címet adományozta.
A kitüntetés átvétele előtt néhány nappal, 2023. augusztus 3-án váratlanul elhunyt. 
Temetésén, augusztus 10-én hatalmas tömeg kísérte végső útjára a vörösvári köztemetőben.

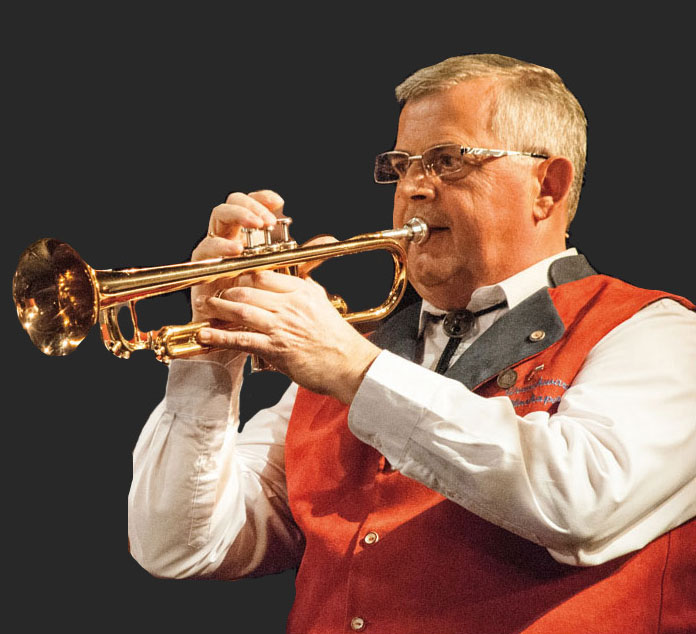

A díszpolgári címet másnap özvegye vette át a Vörösvári Napok megnyitó ünnepségén.
Emléktábláját 2024. szeptember 29-én avatták fel a Művészetek Háza bejáratánál.

## Kitüntetései
- 2011.: „Pilisvörösvárért” Emlékérem
- 2015.: Josef Gungl Emlékérem (Landesrat)
- 2017.: 50 éves zenei tevékenységért kitüntető oklevél arany fokozata
- 2020.: 50 éve a Fúvószenéért kitüntetés
- 2023.: Pilisvörösvár Város Díszpolgára kitüntető cím

## Források

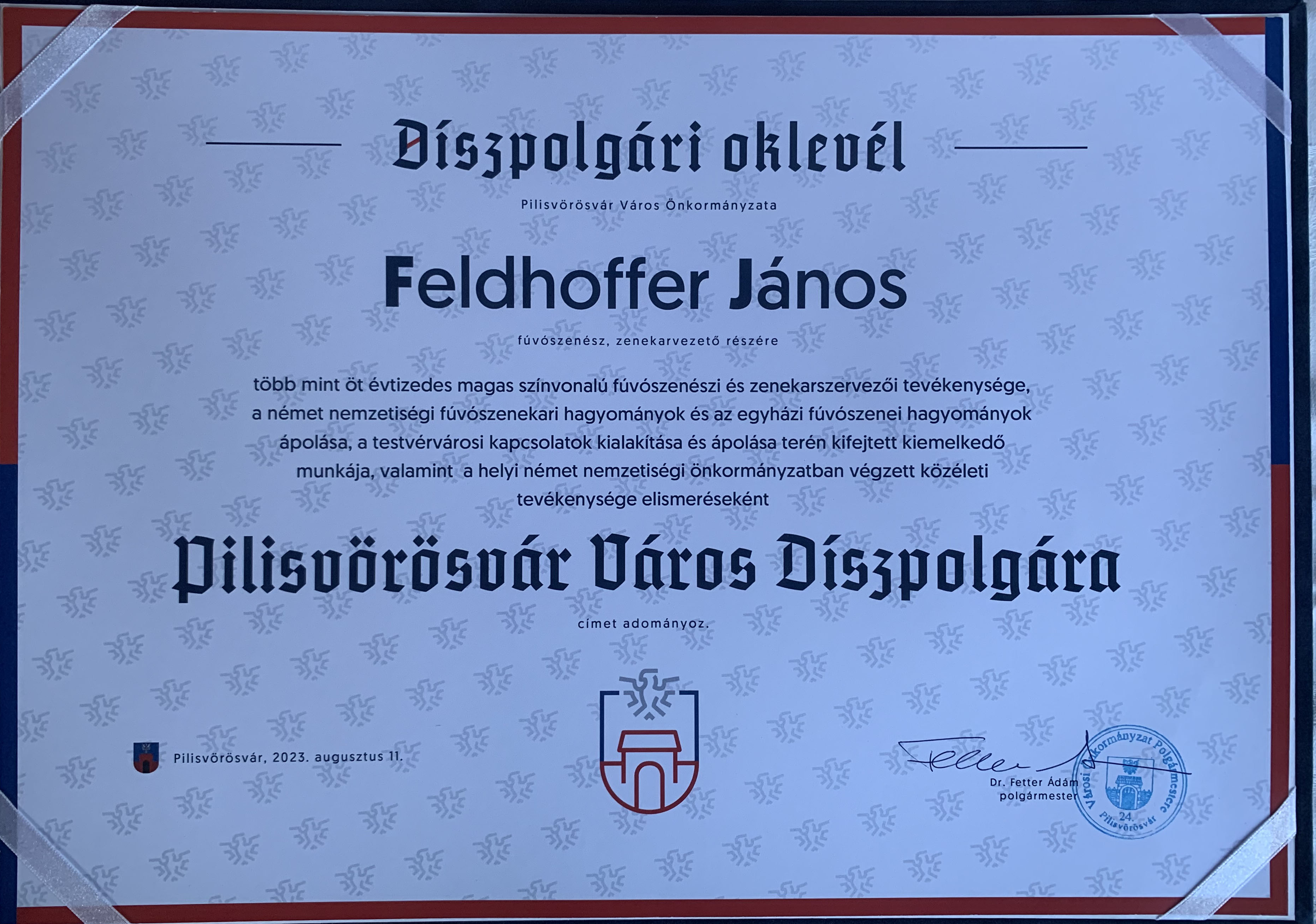
Díszpolgári oklevele